# صيغة الملكية
شكل ملكية POSS مختصرة؛ من (باللاتينية: possessivus)‏ ؛ (بالإغريقية: κτητικός)‏/ ktētikós - en . ktetic هي كلمة أو بناء نحوي يستخدم للإشارة إلى علاقة ملكية بمعنى واسع. يمكن أن يشمل ذلك الملكية الصارمة، أو عدد من أنواع العلاقات الأخرى بدرجة أكبر أو أقل مماثلة لها.
تتميز معظم اللغات الأوروبية بأشكال امتلاكية مرتبطة بالضمائر الشخصية، مثل الإنجليزية my ، و mine ، و yours ، و your ، و his على هذا النحو. هناك طريقتان رئيسيتان يمكن استخدامهما (ومجموعة متنوعة من المصطلحات لكل منهما):
- مع اسم، كما في سيارتي (my car) ، أخواتك(your sister)، رئيسه (his boss) . هنا يعمل الشكل التملكى كصفة أو محدد، ويمكن أن يطلق عليه صفة ملكية أو محدد ملكية أو ضمير صفة ملكية .
- بدون اسم مصاحب، كما هو في ما امتلكه أحمر اللون (mine is red) ، أنا أفضل ما تمتلكه أنت (I prefer yours)،هذا الكتاب له (this book is his). التملك يستخدم بهذه الطريقة يطلق عليه الضمير الحيازي الموضوعي أو الضمير المطلق. .

تحتوي بعض اللغات، بما في ذلك الإنجليزية أيضًا على أشكال ضمائر ملكية مشتقة من الأسماء أو العبارات الاسمية، باضافة حرف (s) مثل Jane's و الأبقار cows' and nobody else's و لا أحد آخر. يمكن استخدام هذه في نفس طريقتين مثل الأشكال المشتقة ضميرًا: صفة، كما هو الحال في مكتب جين ( Jane's office)؛ وبشكل إثباتي، كما في ذلك واحد هو جين (Jane's).
تعتبر ضمائر الملكية أحيانًا حالة نحوية (الحالة الحيازية)، على الرغم من اعتبارهم أيضًا في بعض الأحيان يمثلون الحالة التناسلية، أو لا يتم تعيينهم لأي حالة، اعتمادًا على اللغة التي يتم النظر فيها. من ناحية أخرى، يمكن القول أن بعض اللغات، مثل لغات كاريبان، لديها حالة مملوكة، تستخدم للإشارة إلى الطرف الآخر (الشيء المملوك) في علاقة ملكية. هناك سمة مماثلة موجودة في بعض اللغات هي اللاحقة الملكية، عادة لاحقة، تضاف إلى نهاية الاسم (المملوك) للإشارة إلى المالك، كما هو الحال في التالوني (taloni) الفنلندي («بيتي my house»)، حيث يعني التالو "house" واللاحقة - "ni" يعني "my".
مفاهيم أشكال ضمائر الملكية وأشكال المضاف إليه يتم بعض الأحيان الخلط بينها، على الرغم من أنها ليست بالضبط نفس الشيء. شكل المضاف إليه، والتي لا وجود لها في اللغة الإنجليزية الحديثة باعتبارها انعطاف، يمثل العلاقة، التي قد تكون أو لا تكون تملكي. وبعبارة أخرى، فإن الملكية هي مجموعة فرعية من المضاف إليه. على سبيل المثال، الشكل المضاف اليه " the car's speed" «سرعة السيارة» يعادل الشكل التملك «سرعة السيارة»."the car's speed" ومع ذلك، فإن الشكل المضاف إليه"pack of dogs" «مجموعة الكلاب» ليس هو نفسه شكل "dogs' pack" «حزمة الكلاب» الاستحواذية (على الرغم من أنها مماثلة لـ "dog pack" «حزمة الكلاب»، وهي ليست ملكية).
يمكن استخدام اختصار المصطلحات POS أو POSS للإشارة إلى الأشكال الملكية.

## تشكيل - تكوين

### من الضمائر
من الشائع أن يكون للغات محددات ملكية خاصة (صفات) وضمائر ملكية تتوافق مع الضمائر الشخصية للغة. على سبيل المثال، إلى الضمائر الشخصية الإنجليزية أنا"I"، أنت"you"، هو"he"، هي"she"، هو لغير العاقل"it"، نحن"we"، هم "they"، هناك تطابق في محددات التملك لي"my"، لك "your"، له"his"، لها"her"، له/لها لغير العاقل"its"، لنا ولهم"our" و"their" ، و (الضمائر) الضمائر الملكية لي "mine"، لك"yours"، له"his"، لها"hers"، له/ لها"its" (نادرة الاستخدام)، لنا "ours" ولهم"theirs". في بعض الحالات لا يوجد فرق في الشكل بين المحدد والضمير. تشمل الأمثلة اللغة الإنجليزية له his و (ولهاits)، والميدان الفنلندي غير الرسمي (بمعنى إما "لنا" "our' أو "لنا" "ours").
في بعض اللغات، تخضع محددات الملكية للاتفاق مع الاسم الذي تم تعديله، وقد تخضع ضمائر الملكية للاتفاق مع سابقها، من حيث الفئات ذات الصلة من الجنس والعدد والحالة. على سبيل المثال، تحتوي الفرنسية على mon ، ma ، mes ، على التوالي الأشكال المفرد، المفرد الأنثوي والجمع المقابل للغة الإنجليزية my، بالإضافة إلى أشكال الضمائر الملكية المختلفة le mien ،la mienne ، les mien (ne) s المقابل لها في اللغة الإنجليزية «لي» "mine".
نظرًا لأن الضمائر الشخصية قد تتفق أيضًا في العدد والجنس مع السوابق أو المراجع الخاصة بهم، فقد تظهر الأشكال الحيازة بالتالي اتفاقًا مع "المالك" أو "المملوك" أو كليهما. في الفرنسية (ومعظم اللغات الرومانسية الأخرى) لا يشير ضمير الملكية المفرد إلى جنس المالك، على الرغم من أنهم يتفقون مع المالكين (يمكن أن يعني الابن"son" ، sa و ses قد تكون كلها إما "له" "his"، "لها" "her" أو "لها" its"). وهذا يتناقض مع اللغة الإنجليزية والمعيار الهولندية، حيث أشكل الملكية (his، وherا، its؛ zijn، haar) تشيرالقواعد النحوية أو طبيعية الجنسين من مالك، ولكن لا تعتمد على خصائص تمتلكها. ومع ذلك، فإن اللهجات الألمانية والعديد من اللهجات الهولندية  تنحرف أيضًا عن ممتلكاتهم، وبالتالي إعطاء اتفاق مع كل من الحائز والممتلك. الألمانية لها sein و ihr بمعنى "له" و "لها" على التوالي، لكنهما ينحرفان في إعطاء (على سبيل المثال) أشكال أنثوية مثل sein وihre ، اعتمادًا على جنس (والعدد والحالة) للشيء المملوك.
في اللغات التي لها حالة إضافية، فإن الأشكال التملك المقابلة للضمائر قد تشبه أو لا تشبه تلك الضمائر. على سبيل المثال، في روسيا، والمضاف إليه من я جا "I" هو меня of me، في حين أن التملكي المقابلة ل moy мой هو (my and mine ، في المذكر شكل الاسمي المفرد). في الألمانية، تتشابه مجموعتان من الأشكال (على سبيل المثال، يكون مصطلح ich "I" هو meiner، والضمير المطابق المقابل هو أيضًا meiner في الاسم الفردي المذكر، والمحدد التملك هو mein بنهايات مختلفة).
بعض اللغات ليس لها محددات امتلاك مميزة على هذا النحو، وبدلاً من ذلك تستخدم ضميرًا مع جسيم امتلاك - جسيم نحوي يستخدم للإشارة إلى الحيازة. على سبيل المثال، في اليابانية، يمكن التعبير عن "my" أو "mine" على أنها watashi no ، حيث أن "watashi" تعني "I" وno هي للإشارة المتملك. وبالمثل في لغة الماندرين الصينية، "my" أو "mine " هو wǒ de ، حيث wǒ تعني "I" و de هو اداة التملك.
يوجد بديل للضمير التملُّكِيّ، الموجود في بعض اللغات، بما في ذلك الفنلندية والهنغارية، وهو المُلَصَق التملكي، عادةً لاحقًا، مرتبطًا بالاسم الذي يشير إلى الشيء المملوك. على سبيل المثال، في اللغة الفنلندية، اللاحقة -ni تعني "my"، التي تنتج أشكالًا مثل taloni ("my home ")، من talo ("house"). يتم استخدام اللواحق الملكية المجرية بطريقة مماثلة، كما هو الحال في haza («له his/ لهاher»)، المكونة من haz («منزل house»). في المجرية، يمكن أيضًا استخدام هذا اللصق عندما يتم تمثيل الحائز باسم كامل، كما هو موضح في القسم التالي.
الضمائر بخلاف الضمائر الشخصية، إذا كانت لها أشكال ملكية، فمن المرجح أن تشكلها بطريقة مشابهة للأسماء (انظر أدناه). في اللغة الإنجليزية، على سبيل المثال، تشمل الأشكال التملك المستمدة من الضمائر الأخرى one's ، وsomebody's وnobody's . بيد أن هناك شكلا متميزا whose  لتملكي من الاستفهام والموصول who. قد تحتوي لغات أخرى على كلمات تعمل بالمثل، مثل чей chey الروسية (" who ؟"). توجد ملكية أخرى في اللغة الروسية واللغات السلافية الأخرى هي الملكية، المقابلة للضمير الملكية العام؛ النموذج الروسي هو свой svoj (بمعنى "ones" (own)"، "my")، إلخ.).

### شكل الأسماء
في بعض اللغات، تتكون الممتلكات من الأسماء أو العبارات الاسمية. في اللغة الإنجليزية، ويتم ذلك باستخدام -'s تنتهي، كما هو الحال في Jane's، وheaven's، وboy's،' وthose men's، أو في بعض الأحيان مجرد الفاصلة، كما هو الحال في workers' Jesus' the soldiers'، . لاحظ أنه يمكن إضافة النهايات في نهاية عبارة الاسم حتى عندما لا تنتهي العبارة مع اسم رئيسي، كما هو الحال في ملك إنجلترا the king of England's . تميل هذه الخاصية إلى العديد من اللغويين تجاه وجهة النظر القائلة بأن النهاية هي نهاية للنظرية وليس نهاية حالة (انظر أدناه، وكذلك في الملكية الإنجليزية).
في اللغات التي تحتوي على حالة مضافه، يمكن استخدام الشكل المضاف للاسم في بعض الأحيان كملكية (كما هو الحال في German Karls Haus "Karl's house"). لغات مثل اليابانية والصينية تشكل الإنشاءات الملكية مع الأسماء باستخدام ضمائر الملكية، بنفس الطريقة الموصوفة للضمائر أعلاه. مثال على اليابانية هو neko no iro («لون القط»)، the cat's color حيث تعني neko «القط»، no الضمير، وتعني iro «اللون».
في لغات أخرى، يجب تكوين ملكية الاسم بشكل تلميحي، كما هو الحال في الفرنسية la plume de ma tante («قلم عمتي»، حرفيا «قلم خالتي»). في المجرية، يتم استخدام بناء Mária háza («منزل ماريا»، حرفياً «ماريا منزلها»، حيث النهائي - أ في haza هو اللاحقة الملكية التي تعني "her"). يمكن أن يحمل الاسم المالك علامة اسمية إضافية، وفي هذه الحالة تظهر ضمير قبل الاسم. على سبيل المثال، يمكن ترجمة «بيت بطرس» إما باسم peter haza (حرفياً «بيت بيتر»)، أو peternek a hazaا («بيت بطرس»).

## بناء الجملة
يتم استخدام المحددات الحاسمة (الصفات) بالاشتراك مع الاسم، ولعب دور المحدد أو الصفة النسبية. في اللغة الإنجليزية وبعض اللغات الأخرى، يشير استخدام مثل هذه الكلمة إلى المقالة المحددة. على سبيل المثال، تشير سيارتي my car إلى السيارة التي تخصني أو أستخدمها ؛ ليس من الصحيح أن المللكية تسبق مع (وسيارتي *) (*the my car) أو غيرها من المحدادات واضح مثل demonstrative (* هذا سيارتي)، على الرغم من أنها يمكن أن تتحد مع محددو الكمية في نفس الطرق التي العلبة (جميع السيارات بلدي،' ثلاث سيارات، وما إلى ذلك؛ انظر المحددات الإنجليزية English determiners). ليس هذا هو الحال في جميع اللغات. على سبيل المثال في الإيطالية، عادة ما يسبق التملك محددًا آخر مثل مقال، كما هو الحال في la mia macchina («سيارتي» "my car"، حرفياً «سيارتي») أو quel tuo libro («كتابك»، حرفياً «ذلك كتابك» "that your book").
بعض اللغات تضع الملكية بعد الاسم، كما هو الحال في النرويج boka mi («كتابي»). هنا مرة أخرى مكافئ المقالة المحددة - في هذه الحالة يتم استخدام النهاية المحددة a on the noun bok بالإضافة إلى الملكية. ومع ذلك، فإن النماذج min bok أو mi bok، حيث يكون noun bok في شكل مجهول، صحيحة بالتساوي.
يمكن تعديل المحددات الحتمية بظرف، مثل الصفات، على الرغم من أنها ليست بحرية أو بشكل شائع كما هو الحال مع الصفات. يقتصر هذا التعديل بشكل عام على مثل هذه الظروف أكثر أو أقل أو أكثر ... (مقارنة) أو في الغالب (فائقة)، على سبيل المثال في هذا هو فريقي أكثر من فريقك وهذا في الغالب فريقي This is more my team than your team and This is mostly my team..
يتم استخدام الضمائر الحيادية الجوهرية بمفردها ولا يمكن استخدامها لوصف اسم، ولعب دور عبارات الاسم، لذلك قد يشير لي إلى «قطتي» my cat ، «أختي» my sister، «أغراضي» my things، إلخ. في بعض اللغات قد تتطلب هذه المواد أو المحددات الأخرى، مثل الفرنسية le mien الخ في اللغة الإنجليزية، يمكن استخدام ممتلكات -التي تتكون من الأسماء أو العبارات الاسمية بنفس الطريقة؛ يجوز لرئيس الجمهورية أن يرمز إلى «مكتب الرئيس»، «سياسات الرئيس» the president's may stand for "the president's office"، "the president's policies"، إلخ، على النحو الذي يحدده السياق.
الاستخدام المرتبط هو استخدام التعبير الأصلي، كما هو الحال في جمل مثل الكتاب ملكي. هنا يمكن اعتبار خاصتي صفة أصلية (مثل الأحمر في الكتاب أحمر) بدلاً من الضمير؛ في اللغة الإنجليزية، ومع ذلك، يتم استخدام نفس الشكل التملك على أي حال. قد تستخدم لغات أخرى أشكال مختلفة؛ على سبيل المثال، قد تستخدم اللغة الفرنسية ... est à moi لـ "... is mine".
لاستخدام معين من ضمائر الملكية (وأشكال اسم ما يعادلها) في اللغة الإنجليزية هي أن موضح في عبارات مثل صديق لي frind of mine وأن معطف من فريد،that coat of Fred's وتستخدم لتشكيل تعبيرات عندما يحدد المطلوب هو شيء آخر غير الافتراضي ضمنا في المعتاد محدد ملكية.

## المصطلح
المصطلحات المستخدمة للكلمات والعبارات الملكية ليست متسقة بين جميع النحويين واللغويين.
ما يشير إليه بعض المؤلفين مثل الملكية، وقد يسميه آخرون المضاف اليه، والعكس صحيح. في الوقت الحاضر، ومع ذلك، فإن مصطلح genitive هو الأكثر استخدامًا فيما يتعلق باللغات مع نظام حالة متطورة (حيث تحتوي «الحالة المضاف اليه» غالبًا على مجموعة أوسع من الوظائف من مجرد تكوين الملكيات)، بينما في لغات مثل الإنجليزية، حيث يكون وضعهم حيث أن الحالة النحوية مشكوك فيها، عادة ما تسمى هذه الكلمات بالملكية وليس المضاف اليه. قد تكون لغة معينة لها أشكال مضاف وملكية مميزة، كما هو الحال في المثال الروسي المذكور أعلاه. (يسمى تملكي اللغة الإنجليزية في -'s أحيانا المضاف إليه سكسونية، وهذا يلمح إلى الاشتقاق من حالة المضاف إليه التي كانت موجودة في الإنجليزية القديمة. قد يطلق عليه أيضًا الاسم المضاف السابق الاسم؛ وهذا ينطبق أيضًا على الأشكال المماثلة بلغات مثل الألمانية.)
تم استدعاء كلمات مثل الإنجليزية my and your تقليديا الصفات الملكية.  ومع ذلك، يلاحظ بعض اللغويين الحديثين أنهم في لغة مثل اللغة الإنجليزية يتصرفون مثل المحددات بدلاً من الصفات الحقيقية (انظر الأمثلة في قسم § Syntax أعلاه)، وبالتالي يفضل أن يطلق عليهم محددات ملكية. في بعض اللغات الأخرى، تتصرف الكلمات المكافئة مثل الصفات الحقيقية (قارن المثال الإيطالي أعلاه، على سبيل المثال).
بينما بالنسبة لمعظم المؤلفين محجوز ضمير الملكية المدى لملكية مثل mine و your التي لا يعمل على حلها على اسم صريح،   يتم أخذ المصطلح أحيانا أيضا ليشمل أشكالا للملكية الأخرى التي تتوافق مع الضمائر، على الرغم من أنها تتصرف كمحددات، تؤهل اسما مثل my وyour . 
بعض المؤلفين الذين تصنيف هاتين المجموعتين من الكلمات كما ضمائر الملكية أو الضمائر المضاف إليه تنطبق شروط تعتمد / المستقلة  أو ضعيفة / قوية  للإشارة، على التوالي، إلى my، الخاصة بك yours وغيرها، و ليmine، لك yours، الخ وهكذا وصفته لي غير ضمير تعتمد (أو ضعف) الملكية، في حين أن mine هو ضمير ملكية المستقلة (أو قوية). أيضا، يمكن أن يسمى بالمجموعة الأولى وصفي والمجموعة الثانية إسمى عامل عمل الاسم ضمائر الملكية.
وفقًا لـ OED ، على أول إشارة إلى الضمائر الملكية في 1530 ؛ أول استخدام للملكية كاسم يحدث في عام 1591، أول استخدام للحالة الملكية (التي تشير إلى أنها تشبه اللاتينية اللاتينية ، ويمكن تسميتها الحالة المضاف اليه بالإشارة إلى اللغة الإنجليزية أيضًا) تحدث في عام 1763، والاستخدام الأول من صفة ملكية تملكية من عام 1870.
منذ (باللاتينية: possessivus)‏ له ما يعادلها في (بالإغريقية: κτητικός)‏ (ktētikós)، في المصطلحات اللغوية، يشار إلى ممتلكات المصطلحات أيضًا باسم ktetics، خاصة في إشارة إلى الصفات ktetic (الملكية)، وأشكال ktetic (الملكية) الأخرى، بما في ذلك الأسماء المستمدة من ktetics (الأسماء الشخصية ktetic). 

## حالة حيازة وامتلاك
يتم أحيانًا وصف الأسماء أو الضمائر التي تأخذ شكل الملكية في حالة الملكية. المصطلح الأكثر استخدامًا في وصف قواعد اللغة المختلفة هو الحالة المضاف اليه ، ولكن هذا يشير عادة إلى حالة ذات نطاق أوسع من الوظائف من مجرد إنتاج أشكال ملكية. (تستخدم بعض اللغات أحيانًا الحالة الأصلية للدلالة على الحائز، كما هو الحال في الكوسا الصربية الكرواتية mu je gusta «شعره كثيف» (حرفياً «شعره سميك» حيث to him«له» الضمير الأصلي mu).)
يرفض المنظرون الآخرون فكرة أن الملكية في لغات مثل اللغة الإنجليزية على أنها تمثل حالة نحوية نظرًا لأن الأشكال الملكية لا تتصرف بشكل موازٍ لما يتم تحديده عادةً كحالات. على وجه الخصوص ، في اللغة الإنجليزية ، كما هو مذكور أعلاه، يمكن لـ --'s أن يعلقوا بعبارات الاسم حتى عندما لا تنتهي مع اسم رئيسي ، كما هو الحال في ملك إسبانيا king of Spain's، وهو ليس سلوكًا نموذجيًا في حالة تنتهي. لمزيد من المناقشة حول هذه المسألة ، انظر English possessive § Status of the possessive as a grammatical case.
يمكن القول أن بعض اللغات، مثل لغات كاريبان، لديها حالة مملوكة للإشارة إلى الطرف الآخر (الشيء المملوك) في علاقة ملكية. في العديد من اللغات الأفرو آسيوية، مثل العربية، تأخذ الأسماء شكلًا ذا أهمية مماثلة تسمى حالة البناء، وأحيانًا حتى إذا تم وضع علامة على الحائز في الحالة المضاف اليه.

## دلالات
العلاقة التي يعبر عنها المحددون المتملكون والأشكال المماثلة ليست بالضرورة علاقة امتلاك بالمعنى الصارم للملكية. في اللغة الإنجليزية، تم العثور على الحيازة الصارمة في حوالي 40 ٪ فقط من الحالات التي وصفها اللغويون بأنها «ملكية»، وهي حقيقة قد تدفع البعض إلى تفضيل المصطلح التقليدي «مضاف اليه».  قد يكون «الحائز»، على سبيل المثال:
- الشخص أو الشيء الذي يقف عليه «الحائز» في العلاقة المحددة (والدتي، وزوجته، ومرؤوسوك، ورئيسنا)؛
- الشخص أو الشيء الذي «يمتلكه» جزءًا (ساقي ، جدران المبنى)؛
- شخص أو شيء ينتمي إلى أو «يمتلك» (بلده ، صفنا ، شعبي)؛
- المؤدي، أو الخائن في بعض الأحيان ، للعمل (وصوله ، الإطاحة بالحكومة)
- الخالق والمشرف والمستخدم وما إلى ذلك من «امتلك» (ألبوم الأمير ، حصان الفارس الأيرلندي).

لمزيد من الأمثلة، انظر امتلاك (اللغويات) English possessive § Semantics .